# Jakov Gotovac
Jakov Gotovac (11. října 1895 Split - 16. října 1982 Záhřeb) byl chorvatský dirigent a hudební skladatel. Je autorem patrně nejznámější chorvatské opery Ero s onoga svijeta uvedené prvně roku 1935.

## Život
V rodném Splitu vystudoval v roce 1913 klasické gymnázium. Poté studoval právo na univerzitě v Záhřebu, ale studia nedokončil, neboť začal naplno komponovat. Své první hudební znalosti získal od violoncellisty Armanda Meneghella-Dinčiće, harmonii ho učil Antun Dobronić a instrumentaci a dirigování Cyril Metoděj Hrazdíra. Později dva roky (1920-1922) studoval ve Vídni u rakouského skladatele Josepha Marxe. Jeho první opus Dva skerca pro smíšený sbor na lidové motivy (1916) ukázal směr, kterým se bude jeho tvorba ubírat. Byla to cesta národního romantismu, kterému téměř bez výjimky zůstal věrný ve svých dalších dílech. Často zhudebňoval lidové texty a motivy. Kromě balkánských folklórních rysů Gotovac do svých děl integroval také středomořskou hudební tradici, což bylo zjevné hlavně v jeho v operách.
Roku 1922 se vrátil z Vídně do Chorvatska, nejprve vedl Masarykovu filharmonii v Šibeniku, roku 1923 se přestěhoval do Záhřebu, kde strávil zbytek života. Toho roku se stal dirigentem opery Chorvatského národního divadla a tento post zastával až do roku 1958. Od roku 1923 začal také intenzivně komponovat, vrcholem jeho prvního tvůrčího období byla Koleda (1925), Simfonijsko kolo (1926), scénická hudba ke Gundulićově Dubravce (1926) a romantická lidová opera Morana (1930).
Další etapu v jeho díle zahájila komická lidová opera Ero z jiného světa (1935). Zaznamenala mimořádný úspěch, a to i mezinárodní, byla uvedena na více než 80 evropských scénách. Libreto vytvořil Milan Begović. Premiéra opery byla 2. listopadu 1935 v Chorvatském národním divadle v Záhřebu. pod vedením samotného autora.
Vedl rovněž pěvecké společnosti Mladost (později Mladost-Balkan) a Jug. V roce 1943 několik měsíců působil jako ředitel a člen představenstva opery Chorvatského národního divadla a po druhé světové válce vedl pěvecké společnosti Pavao Markovac a Vladimir Nazor. V 50. letech vytvořil některá svá pozdní díla jako opery Milo Gojsalić (1951), Dalmaro (1958) a Stanac (1959).

## Díla

### Opery
- Morana, Op. 14 (1928–30)
- Ero s onoga svijeta, Op. 17 (1933–35)
- Kamenik, Op. 23 (1939–44)
- Mila Gojsalića, Op. 28 (1948–51)
- Đerdan, Op. 30 (1954–55)
- Dalmaro, Op. 32 (1958)
- Stanac, Op. 33 (1959)
- Petar Svačić, Op. 35 (1969; 1971)